# ملعب روبرت ديوشون
ملعب روبرت ديوشون (بالفرنسية: Stade Robert Diochon)‏ هو ملعب كرة قدم يقع في روان، فرنسا، يُستخدم حالياً لمباريات كرة القدم وهو الملعب الرئيسي لنادي روان. يتسع لـ12018 متفرج. تم افتتاحه في 1917 وتجديده في 1964.